# 李鹏翥
李鹏翥（1934年—2014年10月30日），笔名梅萼华，男，广东梅县人，生于澳门，中国新闻工作者、作家，曾任《澳门日报》總編輯，澳门文化传媒集团副董事长，第十届全国人大代表。